# Bronisław Komorowski

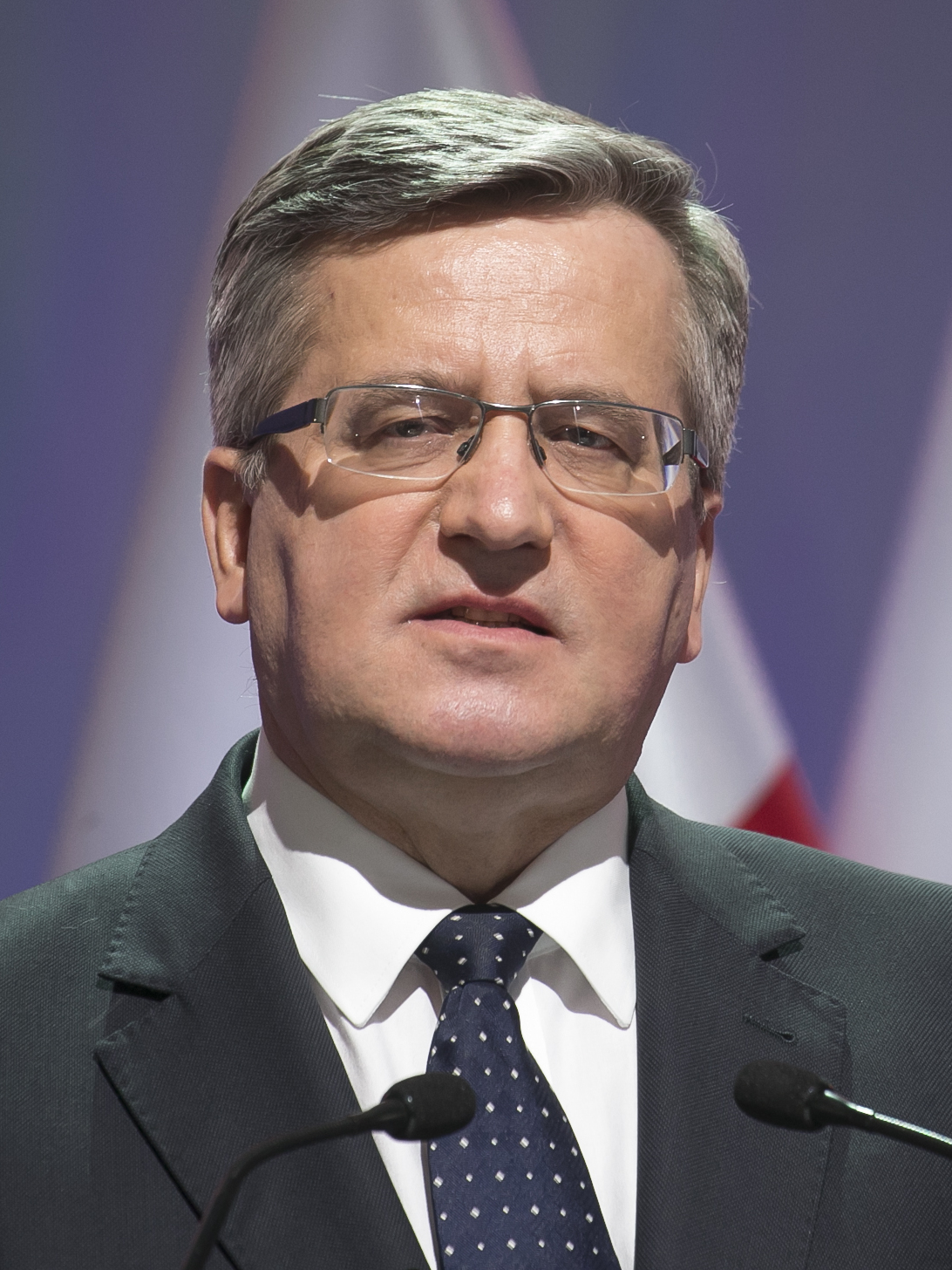
Bronisław Komorowski (2015)

Bronisław Maria Komorowski  [brɔˈɲiswaf kɔmɔˈrɔfskʲi] anhörenⓘ (* 4. Juni 1952 in Oborniki Śląskie) ist ein polnischer Politiker (UD, UW, SKL, AWS, PO) und war von 2010 bis 2015 Präsident der Republik Polen. Von 1991 bis 2010 gehörte er dem Sejm in dessen I., II., III., IV., V. und VI. Wahlperiode an. Er war von 2000 bis 2001 Verteidigungsminister sowie von 2007 bis 2010 Sejmmarschall.
Er trat bei der Präsidentschaftswahl im Mai 2015 für eine zweite Amtszeit an, lag aber überraschend im ersten Wahlgang hinter dem Kandidaten der nationalkonservativen Partei Recht und Gerechtigkeit, Andrzej Duda. Bei der Stichwahl zwischen den beiden am 24. Mai 2015 unterlag Komorowski mit 48,45 Prozent der Stimmen gegen Duda mit 51,55 Prozent und wurde damit als Präsident nicht wiedergewählt.

## Jugend und Studium
Bronisław Komorowski ist Sohn des Angehörigen der Szlachta Leon Zygmunt Komorowski (1924–1992), einem Professor für Afrikawissenschaften an der Universität Warschau, und Jadwiga Komorowska, geborene Szalkowska (* 1921). Das Grafengeschlecht Komorowski stammte ursprünglich aus Kowaliszki in Oberlitauen im Nordosten der heutigen Republik Litauen.
Bronisław Komorowski wurde in Oborniki Śląskie (Obernigk) geboren und verbrachte einen Teil seiner Kindheit in Posen. 1957 bis 1959 lebte er in Józefów, anschließend bis 1966 in Pruszków, wo er auch die Grundschule besuchte. Von dort zog er nach Warschau, wo er seine Schulausbildung beendete. Zuletzt besuchte er dort das Cyprian-Kamil-Norwid-Gymnasium (poln. XXIV Liceum Ogólnokształcące im. Cypriana Norwida).
In Warschau begann Komorowski seine Aktivitäten in der demokratischen Oppositionsbewegung und wurde dafür 1971 kurzzeitig inhaftiert. An der Universität Warschau studierte Komorowski an der geschichtswissenschaftlichen Fakultät, die er 1977 mit dem Magistergrad verließ. Nach dem Abschluss seiner Universitätsausbildung arbeitete er für die Zeitung Słowo Powszechne der katholischen Laienvereinigung Pax.

## Politische Laufbahn

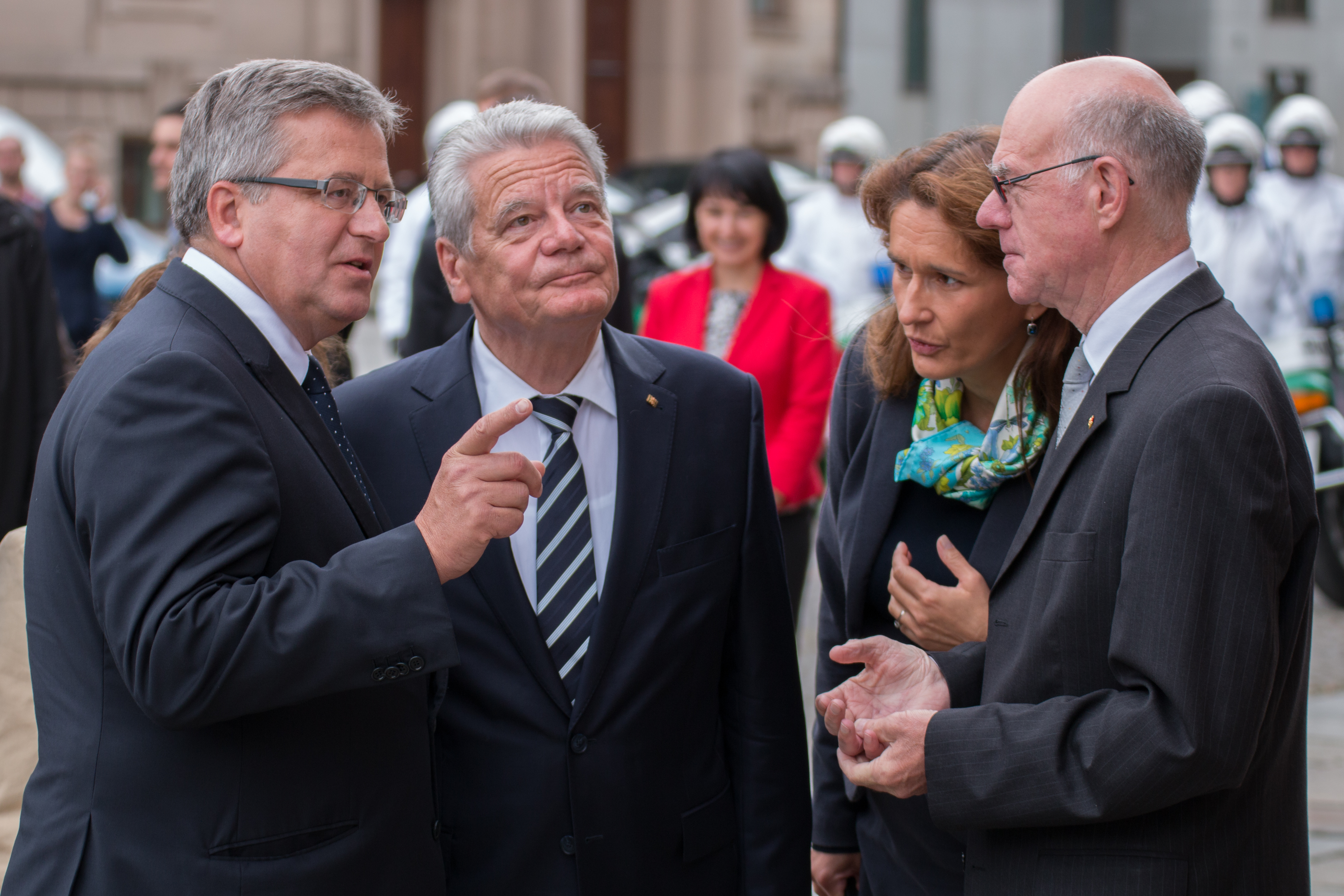
Bronisław Komorowski mit dem deutschen Bundespräsidenten Joachim Gauck und dem Bundestagspräsidenten Norbert Lammert nach einer Gedenkstunde zum 75. Jahrestag des Ausbruchs des Zweiten Weltkrieges (2014)

### Demokratische Opposition in der Zeit des Kommunismus
Im kommunistischen Polen war er für die demokratische Opposition als Herausgeber im Untergrund tätig. Unter anderem gab er zusammen mit Antoni Macierewicz monatlich die Zeitung Głos heraus.
1980 wurde er zusammen mit anderen Angehörigen der Ruch Obrony Praw Człowieka i Obywatela wegen der Planung einer illegalen patriotischen Demonstration am Tag der Unabhängigkeit vor dem Grabmal des unbekannten Soldaten in Warschau am 11. November 1979 zu einem Monat Freiheitsstrafe verurteilt.
1980 bis 1981 war er im Zentrum für Sozialforschung der Gewerkschaft Solidarność tätig. Am 28. September 1981 war er einer der Unterzeichner der Gründungserklärung der Klubs im Dienste der Unabhängigkeit (poln. Kluby Służby Niepodległości, kurz KSN).
Nachdem die Solidarność mit der Ausrufung des Kriegsrechts 1981 verboten wurde, war er vom Dezember 1981 bis Juni 1982 interniert. Anschließend wurde er Lehrer in einem katholischen Seminar in Niepokalanów.

### Dritte Republik (ab 1989)

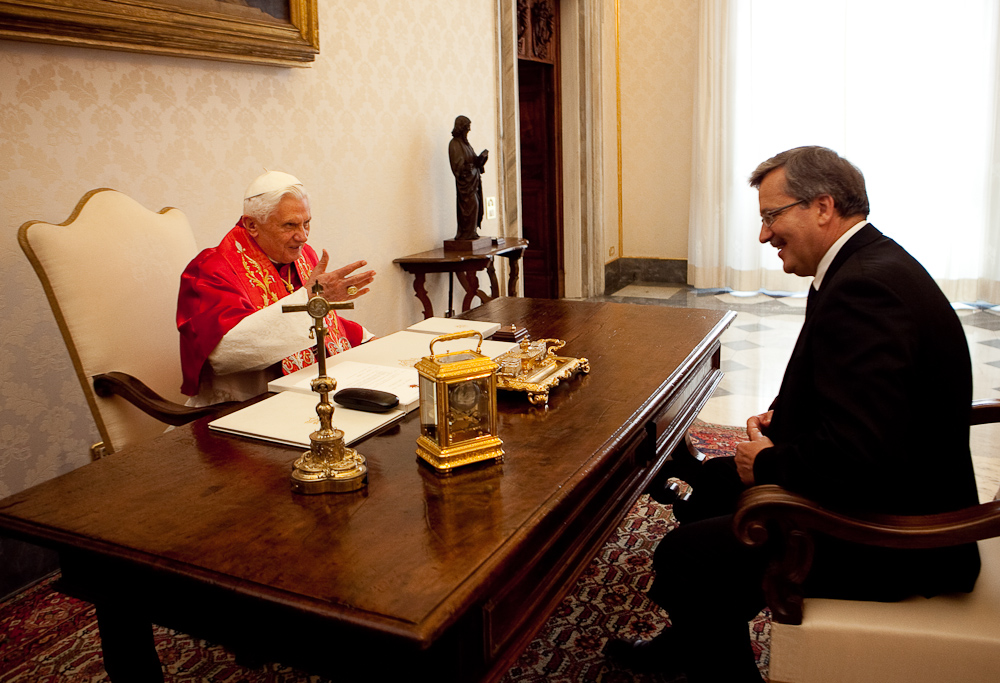
Bronisław Komorowski und Papst Benedikt XVI. (2010)

Mit dem Fall des Kommunismus in Polen 1989 und der Entstehung der so genannten Dritten Polnischen Republik, wurde Komorowski 1991 Mitglied des Sejm, des polnischen Parlaments. 1989 bis 1990 war er Kabinettsdirektor im Amt des Ministerrates und 1990 bis 1993 stellvertretender Verteidigungsminister im zivilen Bereich für Bildung und Gesellschaftliches. In der ersten Hälfte der 1990er Jahre war er Mitglied der liberalen Unia Demokratyczna (UD), für die er 1991 und 1993, in den Sejm gewählt wurde, und deren Nachfolgepartei, der Unia Wolności (UW). 1993 bis 1995 übte er in diesen Gruppierungen das Amt des Generalsekretärs aus. 1997 gründete er mit einer Gruppe von Abgeordneten der UW unter der Führung von Jan Rokita die Parlamentsgruppe Koło Konserwatywno-Ludowe, die noch im selben Jahr in der neu gegründeten Stronnictwo Konserwatywno-Ludowe (SKL) aufging. Die SKL wiederum schloss sich kurze Zeit später dem Wahlbündnis Akcja Wyborcza Solidarność (AWS) an. Innerhalb der SKL hatte er die Ämter des Generalsekretärs und des stellvertretenden Vorsitzenden inne.
1997 errang Komorowski ein Mandat als Abgeordneter der AWS. 1997 bis 2000 war er Vorsitzender des Verteidigungsausschusses des Sejm und von 2000 bis 2001 Verteidigungsminister Polens unter dem damaligen Ministerpräsidenten Jerzy Buzek. 2001, noch als Minister in einer Minderheitsregierung der AWS, schloss er zusammen mit einigen Angehörigen der SKL ein Wahlbündnis mit der liberal-konservativen Platforma Obywatelska (PO) für die Wahlen zum Sejm und erlangte darüber ein Abgeordnetenmandat in Warschau. Kurze Zeit später trat er aus der SKL ganz aus und zur PO über. Dort gehört er seit 2001 dem Parteivorstand an. Er wird dem konservativen Flügel der Partei zugerechnet. Im Sejm war er 2001 bis 2005 stellvertretender Vorsitzender des nationalen Verteidigungsausschusses und Mitglied des Ausschusses für auswärtige Angelegenheiten.
Nach den Parlamentswahlen 2005, bei der er erneut ein Mandat errang, wurde Komorowski Vizemarschall des Sejm. Nach dem Wahlsieg der PO bei den vorgezogenen Parlamentswahlen 2007, auch hier wurde er wiedergewählt, wurde er schließlich zum Sejmmarschall gewählt.

#### Staatspräsident

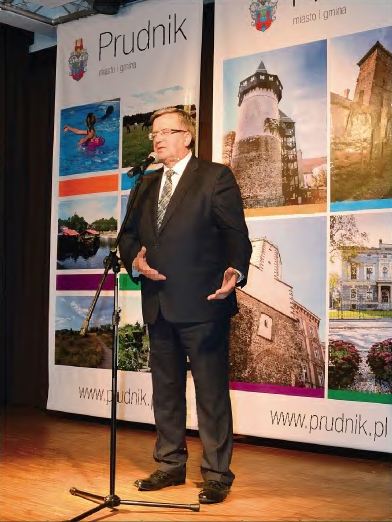
Präsident Komorowski während eines Besuchs in Prudnik (2014)

Bei der parteiinternen Vorwahl der PO setzte sich Komorowski am 27. März 2010 mit 68,5 Prozent der Stimmen gegen Außenminister Radosław Sikorski durch und wurde damit zum Kandidaten der Partei bei den Präsidentschaftswahlen 2010.
Am 10. April 2010 starb der amtierende Präsident Lech Kaczyński bei einem Flugunfall in Russland. Wie in der polnischen Verfassung vorgesehen (Art. 131 Abs. 2 Ziffer 1), übernahm Komorowski in seiner Funktion als Sejmmarschall die Amtsgeschäfte des verstorbenen Staatspräsidenten.
Bei der vorgezogenen Präsidentschaftswahl 2010 erreichte Komorowski anschließend den höchsten Stimmenanteil aller Kandidaten, verpasste mit 41,22 Prozent der Stimmen jedoch die absolute Mehrheit. Er präsentierte sich als Kandidat der politischen Mitte, der eine gute Zusammenarbeit zwischen dem Präsidentenamt und der Regierung gewährleisten wolle. Aus der Stichwahl gegen den Zweitplatzierten Jarosław Kaczyński, den Zwillingsbruder des verstorbenen Präsidenten, ging er mit 53,01 Prozent erfolgreich hervor. Mehrheitlich wurde Komorowski von jüngeren, großstädtisch geprägten, meist besser ausgebildeten und gegenüber der Europäischen Union enthusiastisch eingestellten Bürgern gewählt.
Da gemäß der polnischen Verfassung das Amt des Präsidenten nicht mit einem parlamentarischen Mandat vereinbar ist (Art. 132), trat Komorowski am 8. Juli 2010 als Sejmmarschall zurück und verzichtete auf seinen Abgeordnetensitz, um vereidigt werden zu können. Am 6. August 2010 legte er vor der Nationalversammlung seinen Amtseid ab und trat damit das Präsidentenamt an.
Nach Lech Wałęsa und Lech Kaczyński ist Komorowski der dritte polnische Staatspräsident, der aus dem Kreis der demokratischen Oppositionsbewegung der 1980er Jahre stammt.
Komorowskis Amtsführung genoss eine hohe Zustimmung. Er trat bei der Präsidentschaftswahl im Mai 2015 für eine zweite Amtszeit an und lag in den ersten Umfragen mit weitem Vorsprung in Führung. Beim ersten Wahlgang am 10. Mai konnte er aber überraschenderweise hinter Andrzej Duda nur den zweiten Platz belegen und unterlag auch im zweiten Wahlgang am 24. Mai 2015 in der Stichwahl gegen Duda. Komorowski schied am 6. August nach der Vereidigung Dudas aus dem Amt.

### Politische Ansichten
Komorowski vertritt liberal-konservative Positionen. Er bezeichnet seine Ansichten als Mitte-rechts und christlich-demokratisch, steht aber auch für die Trennung von Staat und Kirche. Wirtschaftspolitisch stellt er sich hinter die von der PO geführte Regierung. Außenpolitisch ist er Befürworter der europäischen Integration und einer guten Zusammenarbeit mit allen Nachbarn.
Im August 2012 sprach sich Komorowski für einen polnischen Raketenabwehrschild als Teil der Raketenabwehr der NATO aus.
Nach der russischen Invasion in der Ukraine erklärte er: „Europa und die westliche Welt stehen nun vor der Frage: Wie darauf effektiv reagieren?
Es geht darum, ob wir das Russland von Präsident Putin davon abhalten können, neue politische Einflusssphären zu bilden. Denn Einflusssphären bedeuten die Wiedererrichtung des russischen Imperiums… Hier geht es nicht nur um politische Interessen, sondern darum, was aus Europa wird: Ob es ein Europa der Kosaken wird oder ein demokratisches.“ (DLF)
Am 10. September 2014 hielt Komorowski eine Rede vor dem Deutschen Bundestag anlässlich des 75. Jahrestages des Ausbruchs des Zweiten Weltkrieges. Darin forderte er eine engere Zusammenarbeit und entschlosseneres Auftreten der Mitgliedsstaaten der Europäischen Union gegenüber Russland im Zuge des Konflikts um die Ostukraine.

## Familiäres
Bronisław Komorowski ist seit 1977 mit Anna Komorowska, geborene Dembowska, verheiratet und hat mit ihr fünf Kinder.
Zu seinen entfernten Verwandten gehörte der Oberbefehlshaber der Polnischen Heimatarmee während des Warschauer Aufstandes 1944, der spätere Oberbefehlshaber der Polnischen Streitkräfte im Westen (1944–1946) und Ministerpräsident der polnischen Exilregierung (1947–1949), General Tadeusz Bór-Komorowski.

## Auszeichnungen (Auswahl)
- Orden vom Weißen Adler (1992)
- Großkreuz des Ordens Polonia Restituta (1992)
- Königlicher Seraphinenorden, Schweden (2011)
- Collane des Ordens des Infanten Dom Henrique, Portugal (2012)[27]
- Großkreuz des Verdienstordens der Italienischen Republik (2012)[28]
- Großkreuz der Ehrenlegion, Frankreich (2012)
- Orden des Fürsten Jaroslaw des Weisen V. Klasse (2008)[29]

## Ehrungen
- Ehrenbürger von Rokiškis (2015)
- Ehrendoktorwürde der Mykolas-Romer-Universität Vilnius, Litauen (2008)
- Orden des Fürsten Jaroslaw des Weisen 5. Klasse, Ukraine (2008)[30]